# VII kadencja Sejmu Krajowego Galicji
VII kadencja Sejmu Krajowego Galicji – siódma kadencja Sejmu Krajowego Galicji, odbywająca się w latach 1895–1901 we Lwowie.

## Sesje Sejmu

### I sesja
Pierwsza sesja odbyła się w dniach 28 grudnia 1895 – 8 lutego 1896. Marszałkiem krajowym był Stanisław Badeni, zastępcą  Sylwestr Sembratowycz, namiestnikiem Eustachy Stanisław Sanguszko, komisarzem rządowym Włodzimierz Łoś.
W czasie sesji powołano 16 komisji (zwanych wydziałami), odbyto 26 posiedzeń.

### II sesja
Druga sesja odbyła się w dniach 28 grudnia 1896 – 15 lutego 1897. Marszałkiem krajowym był Stanisław Badeni, zastępcą Sylwester Sembratowycz, namiestnikiem Eustachy Sanguszko, komisarzem rządowym Włodzimierz Łoś.
W czasie sesji powołano 16 komisji, odbyto 16 posiedzeń.

### III sesja
Trzecia sesja odbyła się w dniach 28 grudnia 1897 – 22 lutego 1898. Marszałkiem krajowym był Stanisław Badeni, zastępcą Kostiantyn Czechowycz, namiestnikiem Eustachy Sanguszko, komisarzem rządowym Włodzimierz Łoś.
W czasie sesji powołano 19 komisji, odbyto 31 posiedzeń.

### IV sesja
Czwarta sesja odbyła się w dniach 28 grudnia 1898 – 28 marca 1899. Marszałkiem krajowym był Stanisław Badeni, zastępcą Kostiantyn Czechowycz, namiestnikiem Leon Jan Piniński, komisarzem rządowym Włodzimierz Łoś.
W czasie sesji powołano 17 komisji, odbyto 24 posiedzenia.

### V sesja
Piąta sesja odbyła się w dniach 28 grudnia 1899 – 5 maja 1900. Marszałkiem krajowym był Stanisław Badeni, zastępcą Kostiantyn Czechowycz, namiestnikiem Leon Jan Piniński, komisarzem rządowym Włodzimierz Łoś.
W czasie sesji powołano 18 komisji, odbyto 19 posiedzeń.

### VI sesja
Szósta sesja odbyła się w dniach 18 grudnia 1900 – 9 lipca 1901. Marszałkiem krajowym był Stanisław Badeni, zastępcą Kostiantyn Czechowycz, namiestnikiem Leon Jan Piniński, komisarzem rządowym Włodzimierz Łoś.
W czasie sesji powołano 17 komisji, odbyto 16 posiedzeń.

## Skład Sejmu

### Wiryliści
- Seweryn Morawski – rzymskokatolicki arcybiskup lwowski (zmarł w 1900, na jego miejsce od VI sesji wstąpił Józef Bilczewski)
- Sylwestr Sembratowycz – greckokatolicki arcybiskup lwowski (złożył godność wicemarszałka 28 grudnia 1897, zmarł 1898, jego miejsce zajął administrator diecezji Andrij Biłecki)
- Izaak Mikołaj Isakowicz – ormiańskokatolicki arcybiskup lwowski (zmarł w 1901, jego miejsce zajął administrator diecezji Jakub Moszoro)
- Ignacy Łobos – rzymskokatolicki biskup tarnowski (zmarł w 1900, jego miejsce zajął początkowo Stanisław Walczyński, a od 1901 Leon Wałęga)
- Łukasz Solecki – rzymskokatolicki biskup przemyski (zmarł w 1900, jego miejsce zajął Józef Sebastian Pelczar)
- Jan Duklan Puzyna – rzymskokatolicki biskup krakowski
- Julian Pełesz – greckokatolicki biskup przemyski (zmarł w 1896, jego miejsce zajął Kostiantyn Czechowycz)
- Julian Kuiłowski – greckokatolicki biskup stanisławowski (zmarł w 1900, jego miejsce zajął Andrzej Szeptycki, a od 1901 administrator diecezji Wasyl Facijewycz)

Rektorzy Uniwersytetu Lwowskiego (obsadzali miejsca, jeżeli w czasie ich rocznej kadencji wypadała sesja Sejmu):
- Oswald Balzer (1895)
- Józef Komarnicki (1896)
- Antoni Rehman (1897)
- Henryk Kadyi (1899)
- Władysław Abraham (1899)
- Bronisław Kruczkiewicz (1900–1901)

Rektorzy Uniwersytetu Jagiellońskiego (obsadzali miejsca, jeżeli w czasie ich rocznej kadencji wypadała sesja Sejmu):
- Stanisław Smolka (1895)
- Feliks Kreutz (1896)
- Władysław Knapiński (1897)
- Józef Kleczyński (1898)
- Stanisław Kostka Tarnowski (1899)
- Maciej Jakubowski (1900–1901)

Od VI sesji sejmu dołączyli dwaj wiryliści:
- Rektor Politechniki Lwowskiej – Stefan Niementowski
- Prezes Akademii Umiejętności – Stanisław Kostka Tarnowski

### Posłowie obieralni

#### I kuria
- 1. Obwód krakowski:
  - Kazimierz Badeni
  - Michał Bobrzyński
  - Piotr Górski
  - Stanisław Madeyski
  - Franciszek Paszkowski
  - Stanisław Tarnowski
- 2. Obwód brzeżański:
  - Józef Wereszczyński
  - Emil Torosiewicz (zmarł w lutym 1901 na jego miejsce wybrano w maju Stanisława Wybranowskiego)[2]
  - Mieczysław Onyszkiewicz
- 3. Obwód przemyski:
  - Zygmunt Dembowski (zmarł niedługo po wyborze, na jego miejsce obrano Władysława Czaykowskiego)
  - Włodzimierz Kozłowski
  - Stefan Zamoyski (zmarł w 1899, na jego miejsce obrano Władysława Kraińskiego)
- 4. Obwód złoczowski:
  - Alfred Stecki (zmarł w 1901 na jego miejsce wybrano Władysława Gniewosza)[2]
  - Oskar Schnell
  - Wincenty Gnoiński
- 5. Obwód czortkowski:
  - Bronisław Horodyski[3] (zmarł po I sesji w 1896, na jego miejsce 30 października 1896 obrano Kazimierza Horodyskiego)
  - Władysław Wiktor Czaykowski
  - Włodzimierz Siemiginowski
- 6. Obwód tarnowski:
  - Józef Męciński
  - Franciszek Mycielski (złożył mandat w 1898, na jego miejsce 30 listopada 1898 obrano Jana Hupkę)
  - Mieczysław Rey (złożył mandat w 1899, na jego miejsce 22 grudnia 1899 obrano Stefana Sękowskiego)
- 7. Obwód tarnopolski:
  - Jan Vivien de Chateaubrun
  - Eustachy Zagórski
  - Leon Jan Piniński
- 8. Obwód sanocki:
  - Jan Trzecieski
  - Stanisław Gniewosz
  - Jan Urbański
  - Mieczysław Urbański[4]
- 9. Obwód samborski:
  - Stanisław Niezabitowski
  - Albin Rayski
  - Tadeusz Skałkowski
- 10. Obwód żółkiewski:
  - Wincenty Kraiński
  - Zdzisław Obertyński (złożył mandat, na jego miejsce 11 listopada 1897 obrano Stanisława Białoskórskiego)
  - Stanisław Polanowski (zmarł w 1898, na jego miejsce 30 listopada 1898 obrano Andrzeja Lubomirskiego)
- 11. Obwód sądecki:
  - Gustaw Romer (złożył mandat, został wybrany powtórnie 31 sierpnia 1897)
  - Tadeusz Pilat
- 12. Obwód rzeszowski:
  - Edward Jędrzejowicz (złożył mandat, na jego miejsce 7 lutego 1899 obrano Stanisława Dąmbskiego)
  - Karol Scipio del Campo
- 13. Obwód stryjski:
  - Klemens Dzieduszycki
  - Franciszek Rozwadowski
- 14. Obwód stanisławowski:
  - Wojciech Dzieduszycki
  - Stanisław Brykczyński
- 15. Obwód kołomyjski:
  - Mikołaj Krzysztofowicz
  - Stanisław Dzieduszycki (złożył mandat po I sesji, na jego miejsce 30 lipca 1897 obrano Leszka Cieńskiego)
- 16. Obwód lwowski:
  - Dawid Abrahamowicz

#### II kuria
- Zdzisław Marchwicki (Izba lwowska)
- Arnold Rappaport (Izba krakowska)
- Natan Loewenstein (Izba brodzka)

#### III kuria
- 1. Okręg Lwów:
  - Franciszek Jan Smolka (zmarł w 1899, na jego miejsce 8 marca 1900 obrano Leonarda Piętaka)
  - Tadeusz Romanowicz
  - Michał Michalski
  - Bernard Goldmann (zmarł w 1901)

Po rozszerzeniu reprezentacji, w wyborach uzupełniających z 30 października 1896 wybrano: Godzimira Małachowskiego i Józefa Soleskiego, który zmarł w 1901)
- 2. Okręg Kraków:
  - Henryk Jordan
  - Ferdynand Weigel
  - Jan Rotter

Po rozszerzeniu reprezentacji, w wyborach uzupełniających z 30 października 1896 wybrano Fryderyka Zolla)
- 3. Okręg Przemyśl:
  - Aleksander Dworski
- 4. Okręg Stanisławów:
  - Leon Biliński
- 5. Okręg Tarnopol:
  - Feliks Pohorecki (zmarł w 1896, na jego miejsce 1 czerwca 1896 obrano Edwarda Rittnera, który zmarł w 1899, na jego miejsce 21 listopada 1899 obrano Emila Michałowskiego)
- 6. Okręg Brody:
  - Oktaw Sala
- 7. Okręg Jarosław:
  - Władysław Jahl
- 8. Okręg Drohobycz:
  - Leonard Wiśniewski
- 9. Okręg Biała:
  - Jan Rosner (złożył mandat w 1897, na jego miejsce 28 lutego 1898 obrano Wilhelma Bindera)
- 10. Okręg Nowy Sącz:
  - Julian Dunajewski
- 11. Okręg Tarnów:
  - Adolf Vayhinger
- 12. Okręg Rzeszów:
  - Jan Pogonowski (złożył mandat w 1897, na jego miejsce 31 sierpnia 1897 obrano Stanisława Jabłońskiego)
- 13. Okręg Sambor:
  - Ludwik Słotwiński
- 14. Okręg Stryj:
  - Filip Fruchtman
- 15. Okręg Kołomyja:
  - Stanisław Szczepanowski (złożył mandat w 1899, na jego miejsce 27 listopada 1899 obrano Kazimierza Witosławskiego)

Na podstawie ustawy z 18 marca 1900 dodano 5 okręgów wyborczych, z których posłowie pojawili się dopiero na VI sesji w latach 1900–1901.
- 16. Okręg Podgórze-Wieliczka:
  - Franciszek Maryewski
- 17. Okręg Bochnia-Wadowice:
  - Ferdynand Maiss
- 18. Okręg Gorlice-Jasło:
  - Zygmunt Jaworski
- 19. Okręg Sanok-Krosno:
  - Jan Kanty Jugendfein
- 20. Okręg Brzeżany-Złoczów:
  - Stanisław Schaetzel

#### IV kuria
Wybory według numerów okręgów wyborczych. W IV kurii wybory odbyły się w inaczej określonych okręgach wyborczych, którymi według ustawy z 17 grudnia 1884 stały się powiaty.
1. Okręg Lwów – Teofil Merunowicz
2. Okręg Gródek – Adolf Brunicki
3. Okręg Brzeżany – Henryk Szeliski
4. Okręg Bóbrka – Witold Niezabitowski
5. Okręg Rohatyn – Mikołaj Torosiewicz
6. Okręg Podhajce – Damian Sawczak
7. Okręg Zaleszczyki – Antoni Chamiec
8. Okręg Borszczów – Mieczysław Dunin Borkowski
9. Okręg Czortków – Stanisław Rudrof
10. Okręg Husiatyn – Adam Gołuchowski
11. Okręg Kołomyja – Teofil Okunewski
12. Okręg Horodenka – Antoni Teodorowicz
13. Okręg Kosów – Filip Zaleski
14. Okręg Śniatyń - ks. Kyryło Hamorak
15. Okręg Przemyśl – Stepan Nowakiwski
16. Okręg Jarosław – Jerzy Czartoryski
17. Okręg Jaworów – Jan Kanty Szeptycki
18. Okręg Mościska – Stanisław Stadnicki
19. Okręg Sambor – Feliks Sozański
20. Okręg Turka – Bronisław Osuchowski
21. Okręg Drohobycz – Ksenofont Ochrymowycz
22. Okręg Rudki – Leon Jakliński
23. Okręg Stary Sambor – Kazimierz Bielański
24. Okręg Sanok – Jan Duklan Słonecki (zmarł w 1896, na jego miejsce 30 października 1896 obrano Grzegorza Milana)
25. Okręg Lisko – Józef Wiktor (zmarł w 1899, na jego miejsce 8 listopada 1899 obrano Ignacego Krasickiego)
26. Okręg Dobromil – Paweł Tyszkowski
27. Okręg Brzozów – Zdzisław Skrzyński
28. Okręg Stanisławów – Łazar Wynnyczuk
29. Okręg Bohorodczany – Michał Kulczycki
30. Okręg Buczacz – Artur Cielecki-Zaremba
31. Okręg Nadwórna - ks. Kornyło Mandyczewski
32. Okręg Tłumacz – Tyt Zajaczkiwski
33. Okręg Stryj – Karol Dzieduszycki
34. Okręg Dolina - ks. Wasyl Niebyłowec
35. Okręg Kałusz – Modest Karatnycki
36. Okręg Żydaczów – Karol d’Abancourt (w 1901 jego miejsce zajął Jewhen Ołesnycki)
37. Okręg Tarnopol – Juliusz Korytowski
38. Okręg Skałat – Szczęsny Koziebrodzki (od 1901 jego miejsce zajął Mieczysław Piniński)
39. Okręg Zbaraż – Tadeusz Fedorowicz (po jego rezygnacji, w 1896 posłem został Dmytro Ostapczuk)
40. Okręg Trembowla – Julian Olpiński
41. Okręg Złoczów – Apolinary Jaworski
42. Okręg Brody – Ołeksandr Barwinski
43. Okręg Kamionka Strumiłowa – Stanisław Marcin Badeni
44. Okręg Przemyślany – Roman Potocki
45. Okręg Żółkiew – Tadeusz Starzyński
46. Okręg Sokal – Anatol Wachnianin
47. Okręg Cieszanów – Julian Puzyna
48. Okręg Rawa – Franciszek Jędrzejowicz (zmarł w 1899, na jego miejsce 8 listopada 1899 obrano Władysława Górkę)
49. Okręg Kraków – Franciszek Wójcik
50. Okręg Chrzanów – Andrzej Kazimierz Potocki
51. Okręg Bochnia – Franciszek Hoszard (zmarł w 1899)
52. Okręg Brzesko – Szymon Bernadzikowski
53. Okręg Wieliczka – Karol Czecz de Lindenwald
54. Okręg Jasło – Jan Data
55. Okręg Gorlice – Adam Skrzyński
56. Okręg Krosno – August Gorayski
57. Okręg Rzeszów – Adam Jędrzejowicz
58. Okręg Kolbuszowa – Stanisław Jędrzejowicz
59. Okręg Łańcut – Bolesław Żardecki
60. Okręg Nisko – Klemens Kostheim
61. Okręg Tarnobrzeg – Zdzisław Tarnowski
62. Okręg Nowy Sącz – Stanisław Potoczek
63. Okręg Grybów – Edmund Klemensiewicz
64. Okręg Nowy Targ – Tadeusz Czarkowski-Golejewski (złożył mandat w 1898, na jego miejsce 21 grudnia 1898 obrano Jana Bednarskiego[5])
65. Okręg Limanowa – Antoni Wodzicki
66. Okręg Tarnów – Eustachy Stanisław Sanguszko
67. Okręg Dąbrowa – Jakub Bojko
68. Okręg Pilzno – Maciej Warzecha
69. Okręg Ropczyce – Józef Michałowski
70. Okręg Mielec – Franciszek Krempa
71. Okręg Wadowice – Antoni Styła
72. Okręg Biała – Franciszek Kramarczyk
73. Okręg Myślenice – Andrzej Średniawski
74. Okręg Żywiec – Wojciech Szwed